# Bithynia mostarensis
Bithynia mostarensis is een slakkensoort uit de familie van de Bithyniidae. De wetenschappelijke naam van de soort is voor het eerst geldig gepubliceerd in 1873 door Moellendorff.